# Soe Win (generale)
Soe Win (in birmano: မင်းအောင်လှိုင်; Mandalay, 1º marzo 1960) è un generale e politico birmano.
È l'attuale vicepresidente del Consiglio di Amministrazione dello Stato, vice comandante in capo delle Tatmadaw (forze armate del Myanmar) e comandante in capo dell'esercito del Myanmar. È anche membro del Consiglio nazionale di difesa e sicurezza del Myanmar. Nel maggio 2012, l'ex presidente del Myanmar Thein Sein lo ha nominato nel comitato di lavoro della squadra governativa responsabile dei negoziati con i numerosi gruppi etnici ribelli armati del Myanmar. Soe Win è uno stretto collaboratore dell'ex vice presidente dell'SPDC, il vicepresidente generale Maung Aye.